# География Камеруна

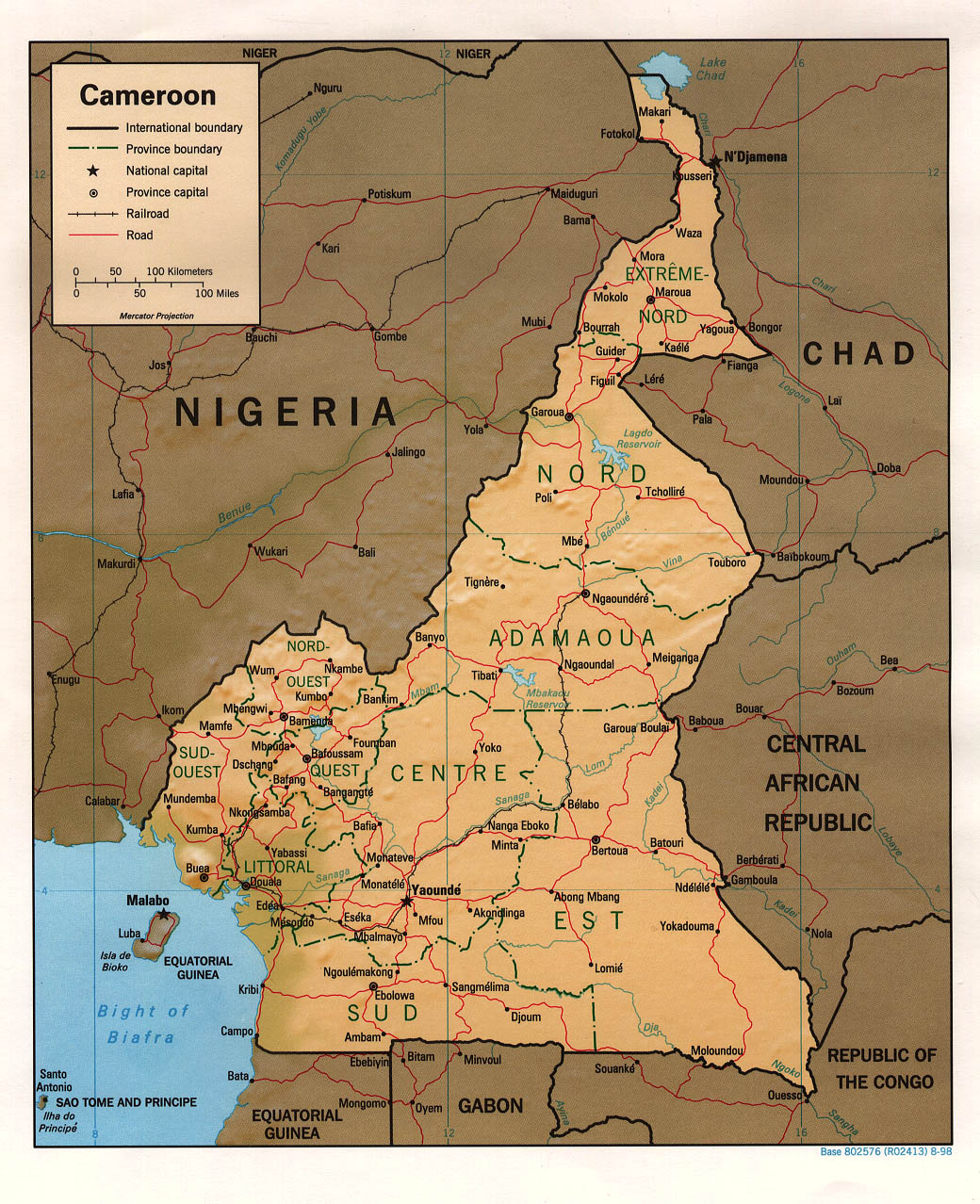
Карта Камеруна

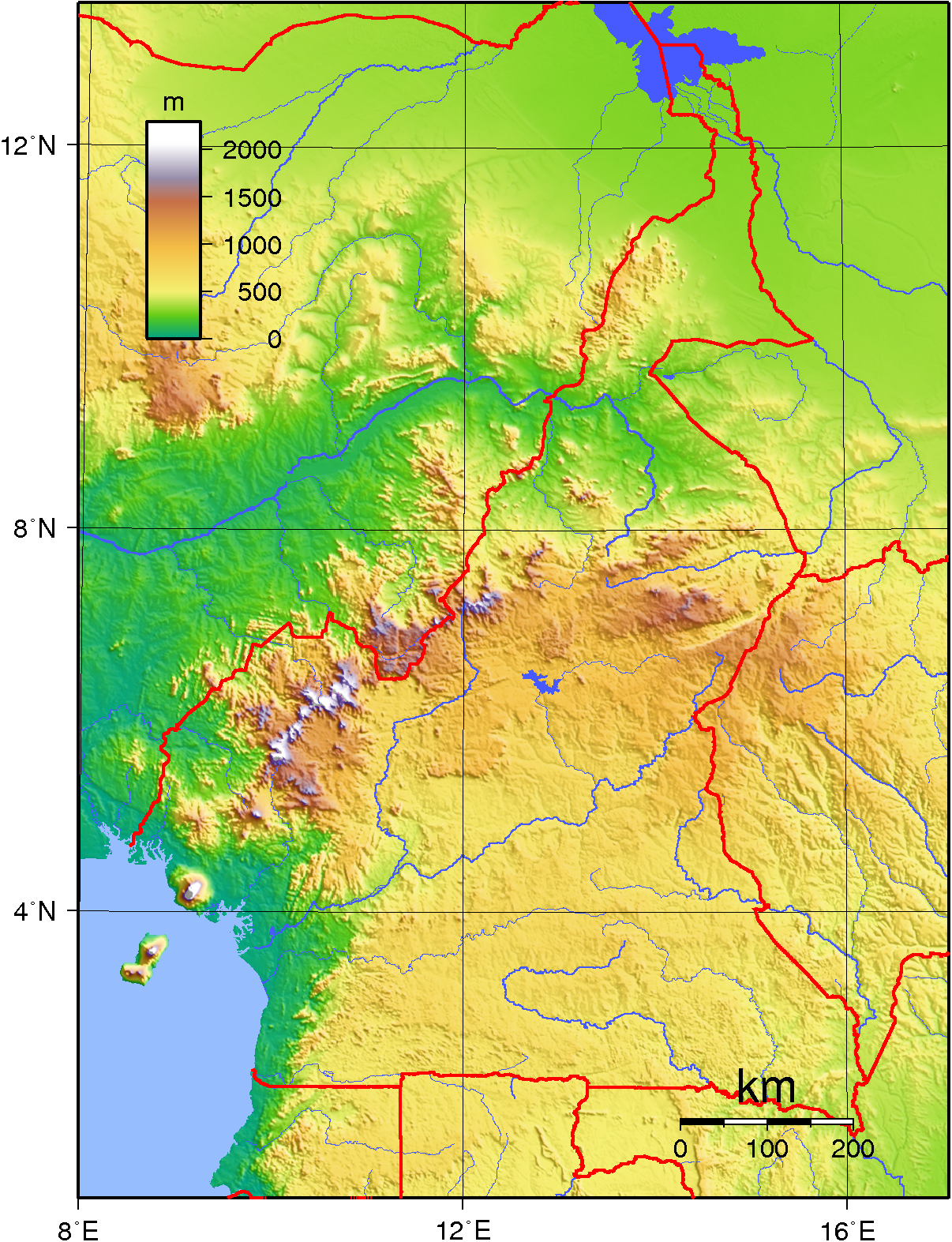
Физическая карта страны

Камерун — страна в Западной Африке.

## Географическое положение
Территория страны лежит севернее экватора. Крайняя южная точка удалена от него менее чем на 200 км. Самая высокая точка страны — гора Фако (фр. Fako) — 4040 метров. На западе Камерун омывается водами Атлантического Океана (Гвинейский залив).

## Границы
Площадь страны составляет 475 440 км², из них вода — 6 000 км². Камерун граничит на северо-западе с Нигерией, (протяжённость границы 1690 км), на севере и северо-востоке — с Чадом, (протяжённость границы 1094 км), на востоке — с Центральноафриканской Республикой, (протяжённость границы 797 км), на юге — с Габоном, (протяжённость границы 298 км), Конго (протяжённость границы 523 км), и Экваториальной Гвинеей (протяжённость границы 189 км).

## Административное деление
В настоящее время Камерун разделён на 10 регионов (фр. régions). Регионы образуют территории 58 департаментов (фр. départements). Департаменты делятся на 327 коммун (фр. communes).

## Рельеф

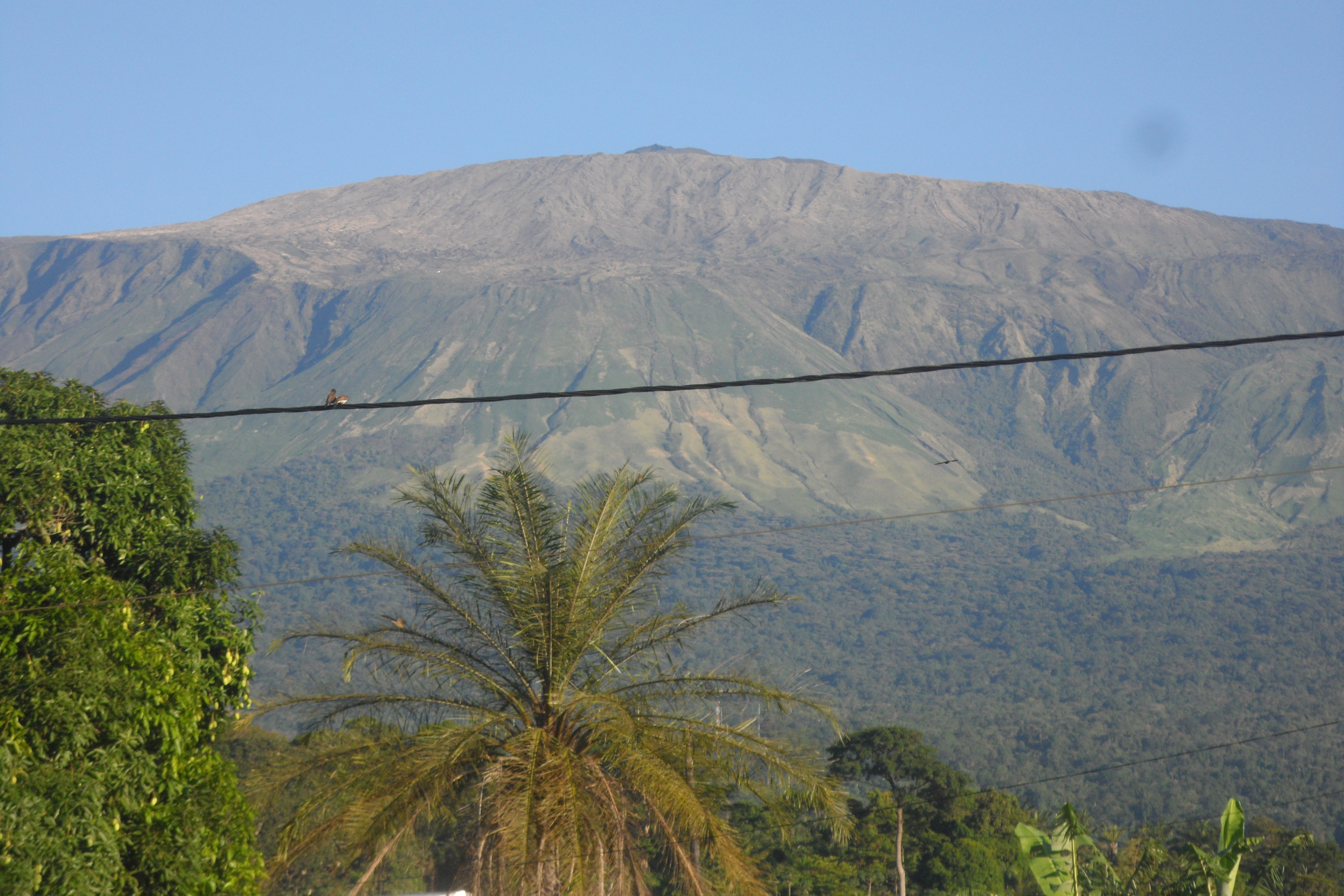
Вулкан Камерун — высшая точка страны

Рельеф Камеруна характеризуется чередованием гор, плоскогорий и равнин. Бо́льшая часть Атлантического побережья занята аккумулятивной низменностью (местами заболоченной) с широкими эстуариями. Особняком на побережье возвышается действующий трахибазальтовый стратовулкан Камерун (4040 метров). Южнее реки Лобе побережье становится высоким и скалистым. В центральной части страны возвышаются глыбовые горы Адамава высотой до 2460 м (гора Чабаль-Мбабо), осложнённые молодыми лавовыми покровами и конусами потухших вулканов. К югу от этих гор расположены цокольные денудационные плато, занимающие бо́льшую часть территории Камеруна. К северу от плато Адамава лежит возвышенная пластовая равнина, граничащая на западе с низко-высотными горами Мандара. Крайний север страны занимает озёрно-аккумулятивная равнина впадины озера Чад, затапливаемая в дождливый сезон. Крайний юго-восток Камеруна лежит на окраине впадины Конго.

## Животный мир

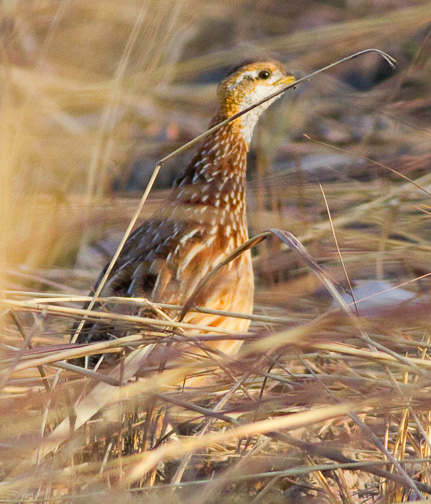
Белогорлый турач (Peliperdix albogularis)

По уровню биологического разнообразия Камерун занимает одно из ведущих мест в Африке. На территории страны известно свыше 300 видов млекопитающих (в том числе 42 под угрозой исчезновения), 971 вид птиц (под угрозой исчезновения — 18) и около 200 видов пресмыкающихся. В лесах особенно разнообразны приматы (потто, галаго, мартышковые, а также находящиеся под угрозой исчезновения колобус Преусса и чёрный колобус, дрил, западная горилла, шимпанзе), характерны африканский слон, бегемот, лесные антилопы (бонго, ситатунга). В саваннах многочисленны копытные (африканский буйвол, чёрный носорог, жираф, различные виды антилоп), из хищных встречаются лев, леопард. Много птиц — страусы, марабу, широко представлены цесарки и турачи, многочисленны кустарниковые сорокопуты и мухоловки.

## Гидрография

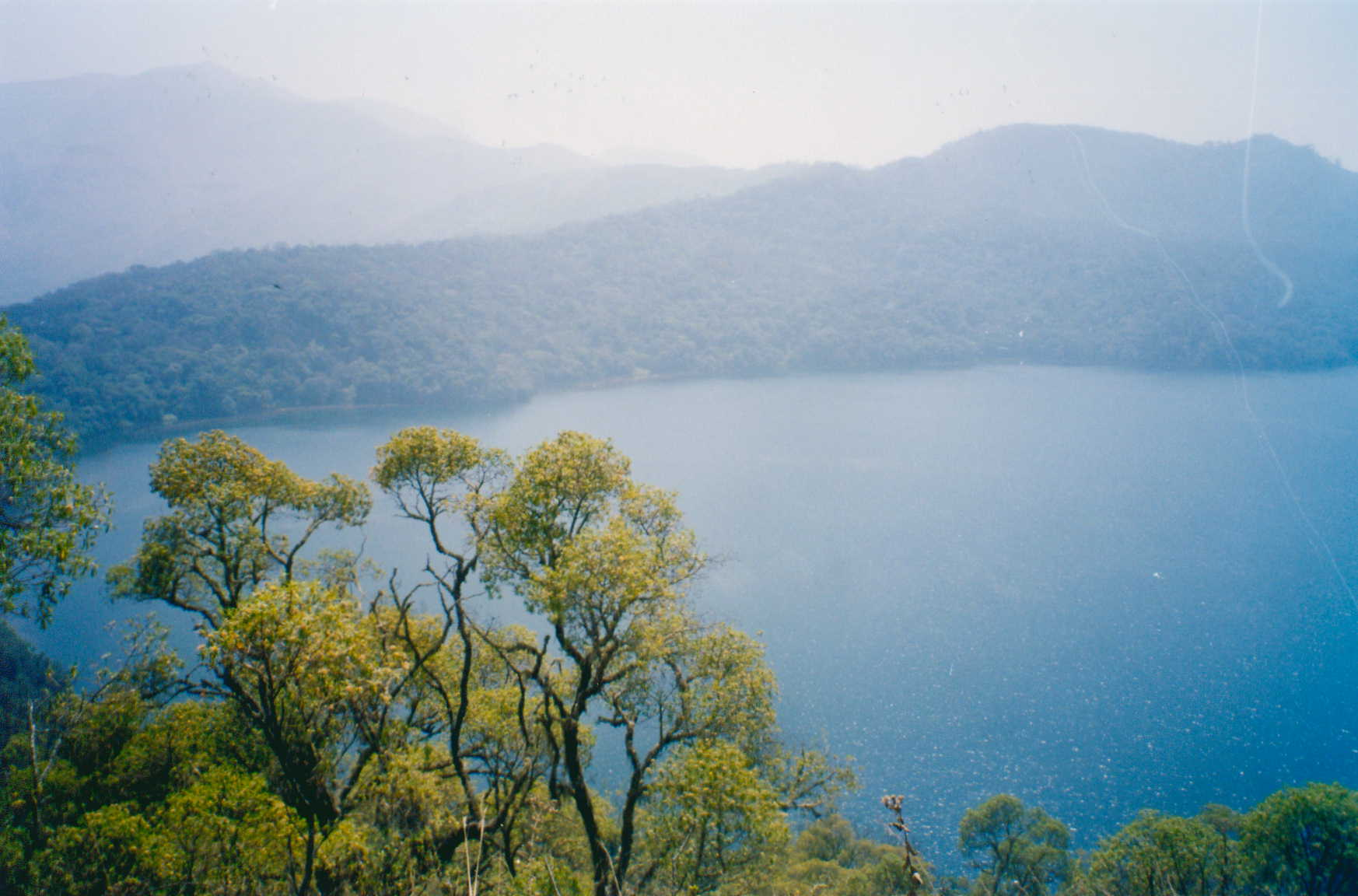
Озеро Оку

Речная сеть Камеруна густая и многоводная. Крупнейшая река — Санага.
Большая часть страны принадлежит бассейну Атлантического океана, крайний север и северо-восток принадлежат к бассейну внутреннего стока. В залив Бонни впадают реки, дренирующие юго-западную и центральную части Камеруна: Санага, Ньонг, Нтем, Вури. Реки юго-восточной части (Кадеи, Бумба, Джа) принадлежат системе реки Санга (бассейн Конго). На северных склонах гор Адамава берёт начало река Бенуэ (приток Нигера). Реки Логон, Шари, Дорма, протекающие вдоль северной границ Камеруна, впадают в озеро Чад (частично расположено в пределах Камеруна).